# Habronattus contingens
Habronattus contingens là một loài nhện trong họ Salticidae.
Loài này thuộc chi Habronattus. Habronattus contingens được Ralph Vary Chamberlin miêu tả năm 1925.